# ماستگ
ماستگ (به انگلیسی: Maesteg) یک منطقهٔ مسکونی در بریتانیا است که در شهرستان مستقل بریجند واقع شده‌است. ماستگ ۲۰٬۶۱۲ نفر جمعیت دارد.